# Kabuki Warriors
Kabuki Warriors (斬 歌舞伎, Zan Kabuki) est un jeu vidéo de combat développé et édité par Genki, sorti en 2001 sur Xbox.

## Accueil
- GameSpot : 1,4/10[1]